# Ganimede (astronomia)
Ganimede è il maggiore dei satelliti naturali del pianeta Giove e il più grande dell'intero sistema solare; supera per dimensioni (ma non per massa) lo stesso Mercurio. Ganimede completa un'orbita attorno a Giove in poco più di sette giorni ed è in risonanza orbitale 1:2:4 con Europa e Io rispettivamente.
Composto principalmente da silicati e ghiaccio d'acqua, è totalmente differenziato con un nucleo di ferro fuso. Si ritiene che un oceano di acqua salata esista a circa 200 km di profondità dalla superficie, compreso tra due strati di ghiaccio. La superficie ganimediana presenta due principali tipi di terreno: le regioni scure, antiche e fortemente craterizzate, che si ritiene si siano formate 4 miliardi di anni fa e che coprono un terzo della luna e le zone più chiare, di formazione leggermente più recente, ricche di scoscendimenti e scarpate che coprono la restante parte. La causa delle striature visibili nelle zone chiare non è ancora totalmente compresa, sebbene esse siano probabilmente il risultato dell'attività tettonica attivata dal riscaldamento mareale.
Ganimede è l'unico satellite del sistema solare per cui è nota l'esistenza di un campo magnetico proprio, probabilmente sostenuto dai movimenti convettivi all'interno del nucleo di ferro fuso. La ridotta magnetosfera ganimediana è immersa nella ben più grande magnetosfera gioviana, cui è collegata da linee di campo aperte. Il satellite presenta una tenue atmosfera di ossigeno, presente nella forma atomica (O), molecolare (O2) e forse come ozono (O3). L'idrogeno atomico è un costituente minore dell'atmosfera. Ancora non è noto con certezza se il satellite sia dotato anche di una ionosfera.
Scoperto da Galileo Galilei nel 1610, deve il suo nome al personaggio di Ganimede, coppiere degli dei della mitologia greca amato da Zeus, l'equivalente greco di Giove. Diverse missioni spaziali hanno potuto studiare Ganimede da vicino durante l'esplorazione del sistema di Giove; tra queste la Pioneer 10 ne ha raccolto le prime immagini ravvicinate, le sonde Voyager hanno raffinato la stima delle sue dimensioni mentre la sonda Galileo ha scoperto, durante ripetuti sorvoli ravvicinati, l'esistenza del campo magnetico proprio e ha suggerito quella dell'oceano sotto la superficie.
In gran parte della prima letteratura astronomica ci si riferiva a Ganimede servendosi della designazione numerica romana come Giove III o come "terzo satellite di Giove".
La missione Jupiter Icy Moons Explorer dell'ESA, lanciata il 14 aprile 2023, oltre a studiare le altre lune gioviane Io, Europa e Callisto, sarà la prima sonda a entrare in orbita intorno a Ganimede.

## Osservazione

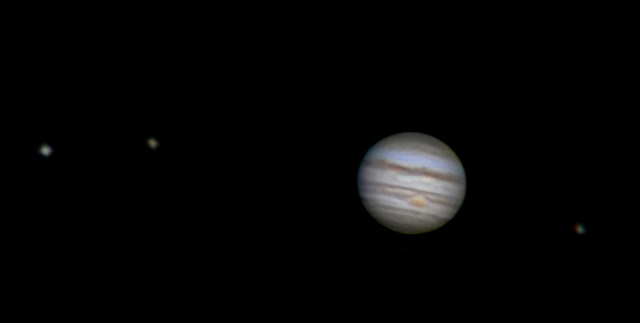
Giove osservato da un telescopio amatoriale. Si notano tre dei quattro satelliti medicei: a destra, Io; a sinistra, Europa (più interno) e Ganimede.

Fonti storiche riportano che Ganimede sarebbe stato visto a occhio nudo dall'astronomo cinese Gan De, nel 364 a.C. Tra i quattro satelliti medicei, Ganimede è quello con la magnitudine apparente più bassa. Essi sarebbero in teoria visibili a occhio nudo se non fossero nascosti dalla luminosità di Giove. Considerazioni recenti, mirate a valutare il potere risolutivo dell'occhio nudo, sembrerebbero tuttavia indicare che la combinazione della ridotta distanza angolare tra Giove e ognuno dei suoi satelliti e della luminosità del pianeta, anche valutando le condizioni in cui questa sarebbe minima, renderebbero impossibile per un uomo riuscire a individuare uno di essi.
Basta comunque un piccolo cannocchiale o telescopio rifrattore per poter osservare con facilità Ganimede e gli altri satelliti medicei che appaiono come quattro piccoli punti luminosi, disposti lungo il prolungamento dell'equatore del pianeta. Ganimede orbita attorno a Giove piuttosto rapidamente ed è possibile seguirne la rotazione attorno al pianeta tra una notte e l'altra.
Ogni 5,93 anni la Terra si trova per alcuni mesi in prossimità del piano su cui giacciono le orbite dei satelliti medicei. In questa occasione è possibile assistere a transiti ed eclissi tra i satelliti e Giove e anche tra i satelliti stessi. Queste occultazioni mutue sono state utilizzate per confrontare i satelliti in albedo. Questi fenomeni non sono rari, anzi ne possono capitare anche qualche centinaio durante una fase di periodico allineamento. In generale è complesso osservare l'eclissi di una luna per opera di un'altra luna perché l'ombra del corpo anteriore non è visibile sullo sfondo dello spazio finché il corpo posteriore non l'attraversa; di più semplice osservazione è il caso in cui l'eclissi avvenga mentre l'ombra del corpo anteriore e il corpo celeste posteriore stanno transitando sul disco di Giove. Sebbene sia raro, è possibile che si verifichi l'eclissi di un satellite per opera di un altro, mentre le ombre di entrambi transitano sul disco di Giove. Durante questo evento, avvenuto ad esempio l'11 giugno 1991 tra Io e Ganimede, si osservano le due ombre raggiungersi e unirsi, mentre il satellite più interno diventa scuro. Un'altra rara possibilità è che un satellite esterno sia occultato da un satellite più interno eclissato a sua volta da Giove. Se la coppia coinvolta nel fenomeno fosse composta da Ganimede e Callisto, l'eclissi di Callisto sarebbe totale.

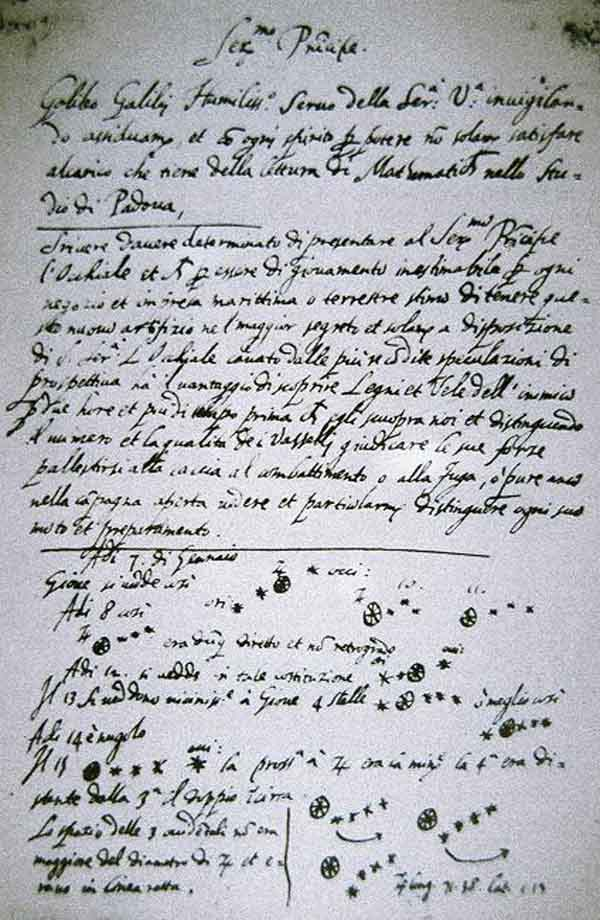
Replica di un carteggio autografo di Galileo in merito alla scoperta dei quattro satelliti medicei in orbita attorno a Giove. NASA

## Storia delle osservazioni

### Scoperta e denominazione
La scoperta di Ganimede è attribuita a Galileo Galilei che ne documentò per primo l'esistenza nel 1610 nel Sidereus Nuncius; il nome fu suggerito da Simon Marius, anche se cadde per un lungo tempo in disuso. Fino alla metà del XX secolo, nella letteratura astronomica ci si riferiva a Ganimede servendosi della designazione numerica romana, introdotta da Galileo, come Giove III o come "terzo satellite di Giove". In seguito alla scoperta dei satelliti di Saturno fu adottata la nomenclatura attuale. Si tratta dell'unico satellite mediceo a essere intitolato a una figura mitologica di sesso maschile.
Storicamente la denominazione degli asteroidi è stata distinta da quella dei satelliti naturali. Infatti a ogni asteroide sin dalla fine del XIX secolo è assegnato un nome e un numero progressivo in cifre arabe e che segue l'ordine di scoperta; la denominazione di un satellite naturale adotta oltre al nome del satellite, il nome del pianeta attorno a cui orbita, seguito da un numero romano e la numerazione ricomincia per ogni pianeta. Inizialmente il numero romano avrebbe dovuto tener conto dell'ordine di distanza dell'orbita dal pianeta, con il numero I assegnato al satellite più vicino al pianeta, il II al successivo e così via, ma che ormai segue anch'esso l'ordine di scoperta. Quindi è stato permesso che nomi già assegnati ad alcuni satelliti naturali fossero riutilizzati anche per identificare degli asteroidi e viceversa. Ciò è avvenuto anche per l'asteroide 1036 Ganymed scoperto nel 1924 da Walter Baade che reca lo stesso nome della terza luna di Giove.

### Dalla scoperta all'era spaziale

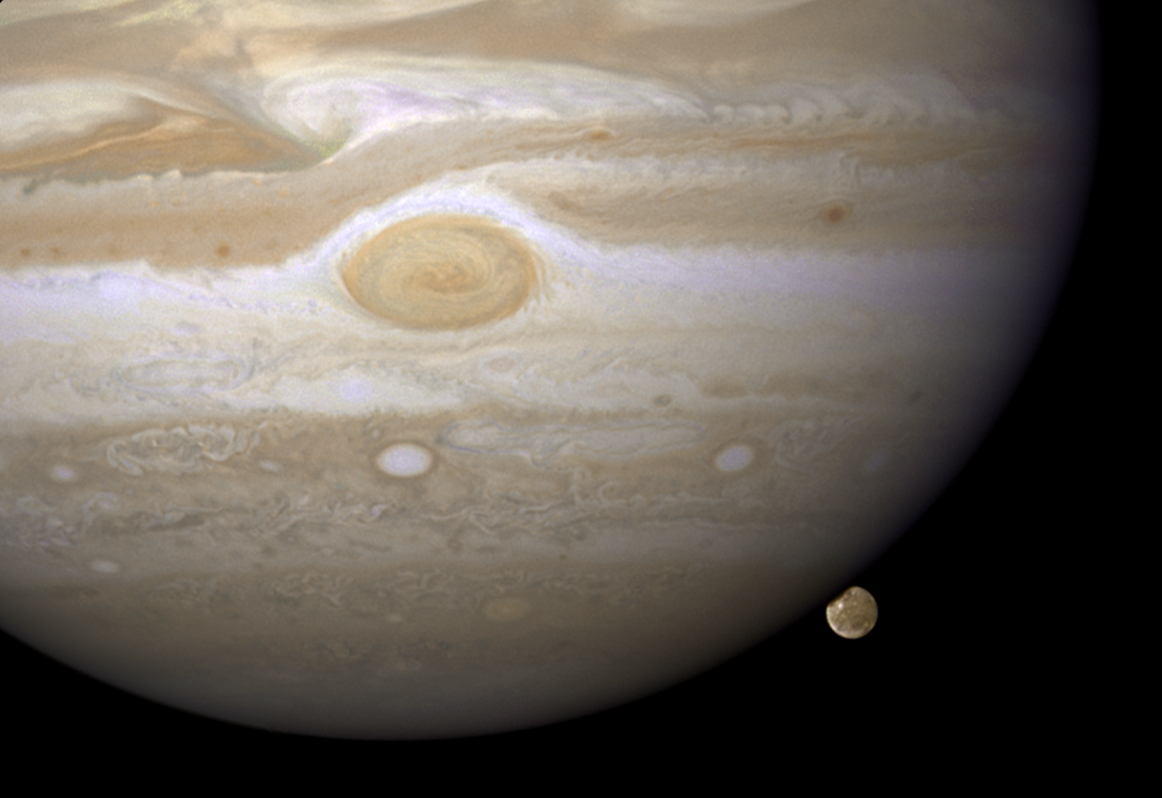
Immagine ripresa dal telescopio spaziale Hubble che mostra Ganimede all'inizio di un transito dietro il disco di Giove. NASA

L'annuncio della scoperta dei satelliti galileiani destò l'attenzione degli astronomi dell'epoca che si unirono a Galileo e a Simon Marius nella loro osservazione. Mentre Martin Horký nella sua Brevissima Peregrinatio Contra Nuncium Sidereum sostenne che l'osservazione dei presunti satelliti galileiani fosse derivata dalla presenza di difetti nel telescopio, Keplero eseguì delle osservazioni in proprio e confermò la scoperta nel Narratio de observatis a se quatuor Iovis satellitibus erronibus, pubblicato nel 1611. Anche gli astronomi Thomas Harriot e Nicolas-Claude Fabri de Peiresc pubblicarono le proprie osservazioni dei satelliti galileiani, rispettivamente in Inghilterra e Francia.
Per i due secoli successivi i principali studi si concentrarono sulla determinazione dell'orbita dei satelliti e sul calcolo delle loro effemeridi. All'inizio del 1611, ne furono determinati i periodi orbitali. Odierna (1656), Cassini (1668), Pound (1719) e Bradley (1718-1749) pubblicarono tavole di effemeridi e predissero le eclissi tra i satelliti e il pianeta. Le prime teorie valide per spiegare il moto dei satelliti furono avanzate da Bailly e Lagrange (1766). Laplace (1788), infine, completò il lavoro producendo un modello teorico in grado di spiegare con completezza il moto dei satelliti galileiani.
Una stima del diametro di Ganimede prossima al valore misurato dalla sonda Voyager 1 fu ottenuta alla fine dell'Ottocento. Lo sviluppo nei telescopi registrato nel XX secolo ha permesso l'individuazione di qualche dettaglio e del colore delle superfici; tuttavia soltanto l'era spaziale ha permesso di migliorare significativamente le conoscenze scientifiche su Ganimede e sugli altri satelliti galileiani per opera di missioni esplorative in loco e di osservazioni condotte dalla Terra attraverso il telescopio spaziale Hubble.

### Missioni spaziali

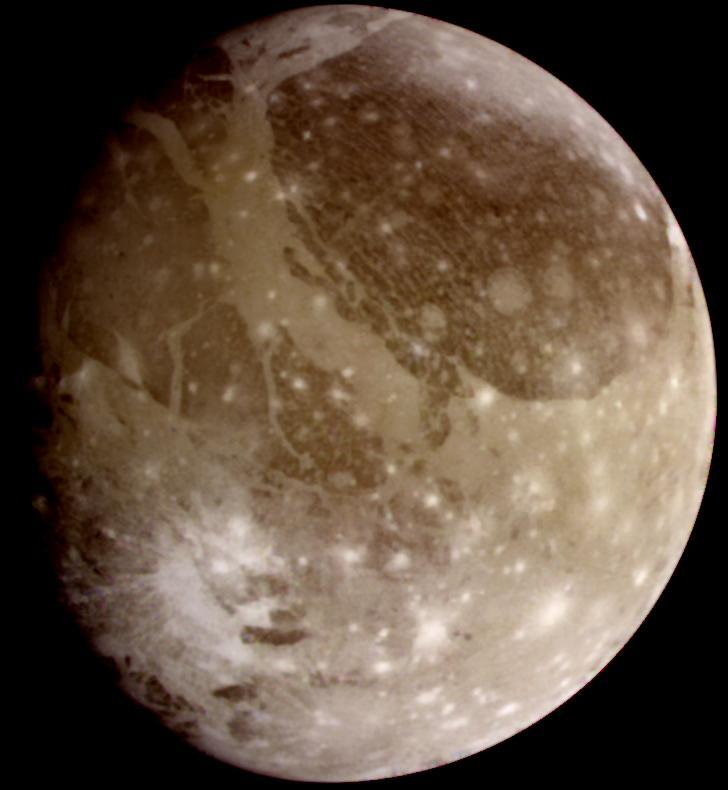
Immagine di Ganimede in veri colori ripresa dalla sonda Galileo

Diverse sonde lanciate per l'esplorazione di Giove hanno esplorato Ganimede in dettaglio. Le prime furono le Pioneer 10 e 11, nessuna delle quali però fornì molte informazioni sul satellite. Le sonde successive furono le Voyager 1 e 2 nel 1979. Esse ne rivelarono le dimensioni, dimostrando che Ganimede è più grande di Titano, fino ad allora ritenuto il più grande satellite naturale del sistema solare. Furono allora osservate anche le regioni di terreno con scarpate.
Nel 1995 la sonda Galileo entrò in orbita attorno a Giove ed eseguì sei sorvoli ravvicinati di Ganimede tra il 1996 e il 2000. Questi fly-by furono indicati come G1, G2, G7, G8, G28 e G29. Durante il sorvolo più ravvicinato (G2), la Galileo passò a soli 264 km dalla superficie della luna (pari al 5% del diametro di Ganimede). Durante il primo sorvolo nel 1996, denominato G1, fu scoperta l'esistenza del campo magnetico di Ganimede. L'analisi dei dati raccolti dalla sonda ha condotto nel 2001 all'annuncio della scoperta dell'oceano sotto la superficie. La Galileo trasmise alla Terra un gran numero di immagini spettrali che permisero l'identificazione di diversi composti non ghiacciati presenti sulla superficie di Ganimede. Nel 2007 la sonda New Horizons, che ha attraversato il sistema di Giove diretta verso Plutone, ha raccolto mappe topografiche e della composizione della luna.
Come Galileo, Juno è entrata in orbita attorno a Giove nel luglio del 2016 con la missione primaria di studiare la magnetosfera del pianeta da un'orbita polare. Il 25 dicembre 2019, durante la sua 24ª orbita attorno al pianeta, Juno ha eseguito un primo sorvolo di Ganimede, transitando a una distanza compresa tra 97680 km e 109439 km. Sebbene il sorvolo sia stato piuttosto distante, ha permesso di fotografare le regioni polari della luna. Nel giugno del 2021, Juno ha eseguito un secondo sorvolo di Ganimede, a una distanza minima di 1038 km dalla superficie. Il sorvolo era stato progettato per sfruttare la gravità della grande luna in una manovra di fionda gravitazionale e ridurre il periodo dell'orbita di Juno da 53 a 43 giorni; tuttavia, ha anche permesso di raccogliere nuove immagini della superficie di Ganimede da distanza ravvicinata.
L'Agenzia spaziale europea ha approvato nel 2012 la missione Jupiter Icy Moons Explorer (JUICE), che sarà la prima sonda a entrare in orbita attorno a Ganimede e, in assoluto, la prima sonda a entrare in orbita attorno a una luna che non sia quella terrestre. JUICE è stata lanciata a bordo di un razzo Ariane 5 dallo spazioporto europeo della Guyana francese alle 14:14 CEST del 14 aprile 2023. JUICE è l'ultima di una lunga serie di missioni scientifiche spaziali dell'ESA, inaugurate nel 1999, a essere lanciata su un Ariane 5. La sonda eseguirà un primo sorvolo di Ganimede nel 2031, entrerà in orbita attorno alla luna nel 2034 e dopo aver terminato il propellente si schianterà sulla superficie a fine missione, prevista per il 2035. JUICE fu ideata come una missione congiunta NASA/ESA per l'esplorazione delle lune di Giove, denominata Europa Jupiter System Mission (EJSM). Dopo la rinuncia della NASA nel 2011 a realizzare l'orbiter per lo studio di Europa, l'ESA decise di continuare a sviluppare da sola il proprio segmento: un orbiter per lo studio di Ganimede.
Una precedente proposta di porre un orbiter attorno a Ganimede, che avrebbe permesso uno studio dettagliato della luna, era inclusa nella missione Jupiter Icy Moons Orbiter della NASA, successivamente cancellata. La propulsione per la navicella avrebbe dovuto essere fornita per mezzo della fissione nucleare. Tuttavia la missione fu cancellata nel 2005 a causa di tagli nel budget della NASA. Un'altra vecchia proposta era stata chiamata The Grandeur of Ganymede.

## Parametri orbitali e rotazione
Ganimede orbita attorno a Giove a una distanza di 1070400 km, terzo tra i satelliti medicei. Completa una rivoluzione ogni sette giorni e tre ore. Come la maggior parte delle lune conosciute, Ganimede è in rotazione sincrona con Giove, con un emisfero del satellite costantemente rivolto verso il pianeta. L'orbita è caratterizzata da un bassissimo valore dell'eccentricità e dell'inclinazione rispetto al piano equatoriale di Giove; entrambi i valori cambiano quasi con periodicità a causa delle perturbazioni gravitazionali del Sole e degli altri pianeti con una tempistica di secoli. Gli intervalli di variazione sono di 0,0009-0,0022 e 0,05-0,32° rispettivamente. A queste variazioni nell'orbita corrispondono variazioni comprese tra gli 0° e gli 0,33° nell'inclinazione dell'asse di rotazione della luna rispetto all'asse ortogonale al piano orbitale.

La risonanza di Laplace di Ganimede, Europa e Io

Ganimede è in risonanza orbitale con Io ed Europa: a ogni orbita di Ganimede, Europa e Io completano rispettivamente due e quattro orbite. La congiunzione superiore tra Io ed Europa avviene sempre quando Io è al periasse dell'orbita ed Europa all'apoasse. La congiunzione superiore tra Europa e Ganimede avviene quando Europa è nelle vicinanze del periasse. Le longitudini delle congiunzioni di Io-Europa ed Europa-Ganimede cambiano con la stessa velocità, rendendo possibile che si verifichi una congiunzione triplice. Una così complicata forma di risonanza è detta risonanza di Laplace.
La risonanza di Laplace attualmente esistente non è in grado di aumentare l'eccentricità dell'orbita di Ganimede. Il valore di circa 0,0013 è probabilmente ciò che rimane di un'epoca precedente in cui questi incrementi erano possibili. L'eccentricità orbitale di Ganimede è in qualche modo sconcertante: se non fosse esistito un meccanismo che l'avesse mantenuta o "alimentata", avrebbe dovuto essersi azzerata da tempo a causa della dissipazione mareale all'interno di Ganimede. Ciò significa che l'ultimo episodio di eccitazione dell'eccentricità è avvenuto soltanto diverse centinaia di milioni di anni fa. Poiché l'eccentricità orbitale di Ganimede è relativamente bassa (0,0015 in media) il riscaldamento mareale della luna oggi è trascurabile. Tuttavia nel passato Ganimede potrebbe aver attraversato più fasi di risonanza simile a quella di Laplace, che potrebbero aver aumentato l'eccentricità orbitale fino a valori di 0,01-0,02. Ciò deve aver determinato la generazione di un significativo quantitativo di calore mareale all'interno di Ganimede e la formazione del terreno striato potrebbe essere il risultato di uno o più di questi episodici riscaldamenti.
L'origine della risonanza di Laplace tra Io, Europa e Ganimede è sconosciuta. Esistono due ipotesi al riguardo: che sia esistita dalla formazione del sistema solare oppure che si sia sviluppata in seguito. Una possibile sequenza degli eventi è la seguente: Io sollevava maree su Giove e il processo causò un'espansione dell'orbita finché non fu raggiunta la risonanza 2:1 con Europa; dopo di ciò, l'espansione continuò, ma parte del momento angolare venne trasferito a Europa mentre la risonanza determinava che anche l'orbita della seconda luna si espandesse; il processo continuò finché Europa instaurò una risonanza 2:1 con Ganimede. Infine, la velocità di spostamento delle congiunzioni tra le tre lune si sincronizzò e le bloccò nella risonanza rilevata da Laplace.

## Composizione

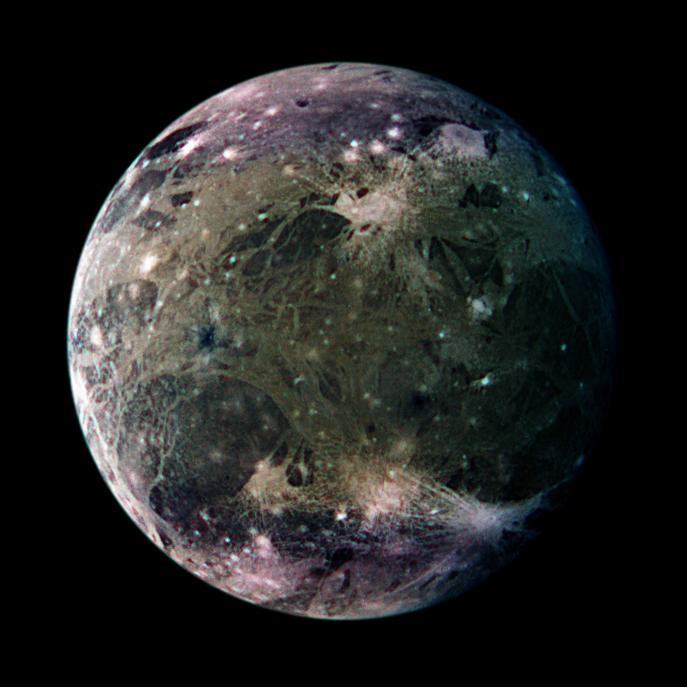
Immagine di Ganimede ripresa dalla sonda Galileo. I colori sono stati esaltati.

La densità media di Ganimede, 1,936 g/cm³, suggerisce che acqua, prevalentemente in forma ghiacciata, e materiali rocciosi compongano la luna in egual misura. Il valore del rapporto tra la massa dei ghiacci e la massa totale di Ganimede (frazione di massa) è compreso tra 46-50%, leggermente inferiore a quello stimato per Callisto. Potrebbero essere presenti altri ghiacci di sostanze volatili come l'ammoniaca. La composizione esatta delle rocce di Ganimede non è nota, ma è probabilmente simile alla composizione della condriti ordinarie di tipo L o LL, caratterizzate da un quantitativo complessivo di ferro inferiore rispetto alle condriti H (tra l'altro con meno ferro metallico e più ossido di ferro). Il rapporto di peso tra ferro e silicio è di 1,05:1,27 per Ganimede, mentre è di 1,8 per il Sole.
La superficie di Ganimede ha un'albedo del 43%. Il ghiaccio d'acqua sembra essere onnipresente sulla superficie, con una frazione di massa del 50-90%, significativamente superiore al dato ottenuto considerando Ganimede nella sua totalità. Analisi spettroscopiche nel vicino infrarosso hanno rivelato la presenza di forti bande di assorbimento del ghiaccio d'acqua, a lunghezze d'onda di 1,04, 1,25, 1,5, 2,0 e 3,0 μm. Il terreno scanalato è più luminoso e si compone di un quantitativo di ghiaccio superiore rispetto ai terreni più scuri. L'analisi di spettri ad alta risoluzione nel vicino infrarosso e nell'ultravioletto ottenuti dalla sonda Galileo e dalla Terra ha rivelato anche altri materiali: anidride carbonica (CO2), anidride solforosa (SO2) e probabilmente il cianogeno ((CN)2), l'idrogeno solfato (HSO4-) e vari composti organici. I dati raccolti dalla Galileo hanno rivelato inoltre la presenza di solfato di magnesio (MgSO4) e, probabilmente, solfato di sodio (Na2SO4) sulla superficie di Ganimede. Questi sali potrebbero essersi originati nell'oceano al di sotto della superficie.
La superficie di Ganimede è asimmetrica; l'emisfero "anteriore", che guarda verso la direzione di avanzamento della luna sulla sua orbita, è più luminoso rispetto a quello posteriore. Lo stesso accade su Europa, mentre su Callisto accade la situazione opposta. L'emisfero anteriore di Ganimede sembra essere il più ricco di diossido di zolfo, mentre la distribuzione dell'anidride carbonica non sembra rivelare alcuna asimmetria tra gli emisferi, sebbene non siano state osservate le regioni in prossimità dei poli. I crateri da impatto su Ganimede, eccetto uno, non presentano arricchimento di anidride carbonica, cose che nuovamente distingue Ganimede da Callisto. I livelli di anidride carbonica di Ganimede furono probabilmente esauriti nel passato.

## Struttura interna

Modello della struttura interna di Ganimede

Ganimede si compone principalmente di silicati e ghiaccio d'acqua; presenta una crosta ghiacciata che scivola su di un mantello di ghiaccio più tiepido, e che ospita uno strato di acqua liquida.
Le indicazioni provenienti dalla sonda Galileo sembrano suffragare una differenziazione di Ganimede in tre strati concentrici: un piccolo nucleo di ferro-solfuro di ferro, un mantello roccioso ricco di silicati e una crosta ghiacciata. Il modello è supportato da un basso valore del momento di inerzia adimensionale, pari a 0,3105 ± 0,0028, misurato durante i fly-by della sonda Galileo. Per una sfera omogenea esso vale 0,4, ma il suo valore diminuisce se la densità aumenta con la profondità. Ganimede ha il momento d'inerzia adimensionale più basso tra i corpi solidi del sistema solare. L'esistenza di un nucleo liquido e ricco in ferro fornirebbe inoltre una spiegazione piuttosto semplice dell'esistenza del campo magnetico proprio della luna, misurato dalla sonda Galileo. I moti convettivi nel ferro liquido, che presenta una conduttività elettrica elevata, è il modello più ragionevole per la generazione di un campo magnetico planetario. La presenza di un nucleo metallico suggerisce inoltre che in passato Ganimede possa essere stato esposto a temperature più elevate delle attuali.
Gli spessori indicati per gli strati all'interno di Ganimede dipendono dalla presunta composizione dei silicati (olivine e pirosseni) nel mantello e dei solfuri nel nucleo. I valori più probabili sono di 700–900 km per il raggio del nucleo e 800–1 000 km per lo spessore del mantello ghiacciato esterno, con la parte rimanente occupata dal mantello di silicati.
La densità del nucleo è di 5,5-6 g/cm³ e quella del mantello di silicati è di 3,4-3,6 g/cm³. Alcuni modelli per la generazione di un campo magnetico planetario richiedono l'esistenza di un nucleo solido di ferro puro all'interno del nucleo liquido di Fe-FeS - similmente alla struttura del nucleo terrestre. Il raggio di questo nucleo solido potrebbe raggiungere un valore massimo di 500 km. Il nucleo di Ganimede è caratterizzato da una temperatura di circa 1500-1700 K e da una pressione di 100 kbar (equivalente a 10 GPa).

## Superficie

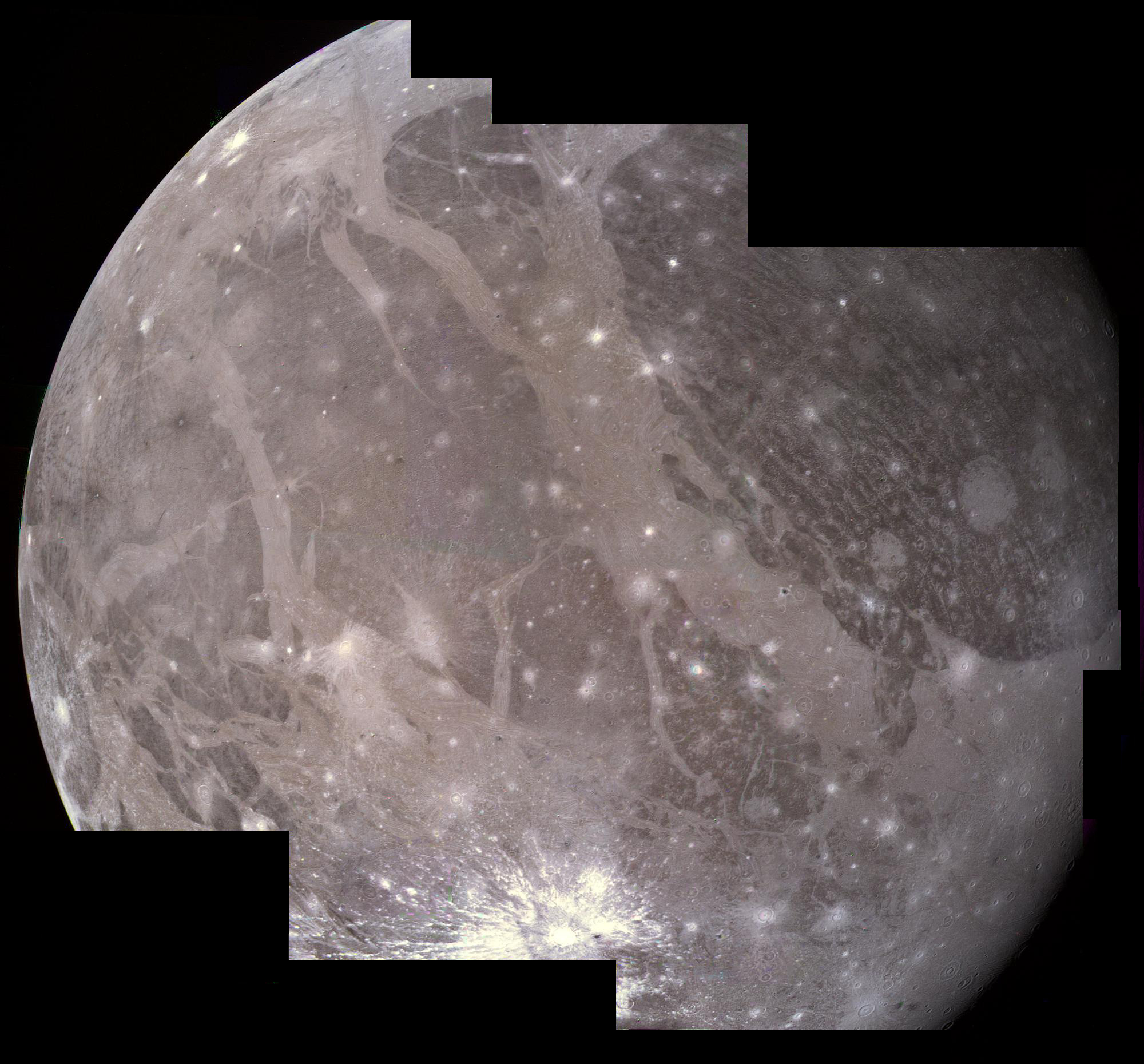
Mosaico dell'emisfero di Ganimede non visibile da Giove, composto da immagini raccolte dalla Voyager 2. L'area scura e più antica visibile in alto a destra è la Galileo Regio. È separata dalla regione scura più piccola Marius Regio alla sua sinistra dal più chiaro e più giovane Uruk Sulcus. Ghiaccio relativamente recente eiettato dal Cratere Osiris crea i raggi in basso.

La superficie di Ganimede presenta due tipi di terreno assai differenti; regioni scure, antiche e fortemente craterizzate si contrappongono a zone più chiare, di formazione più recente, ricche di scoscendimenti e scarpate. La loro origine è chiaramente di natura tettonica, ed è probabilmente da attribuirsi ai movimenti di rilassamento e di riposizionamento della crosta ghiacciata del satellite. Sono visibili anche formazioni geologiche che testimoniano la presenza di flussi lavici in passato; sembrerebbe invece che il criovulcanismo abbia svolto soltanto un ruolo marginale. Grazie ad analisi spettroscopiche delle regioni più scure sono state individuate tracce di materiali organici che potrebbero indicare la composizione degli impattatori che parteciparono al processo di accrezione dei satelliti di Giove. Le regioni più giovani della superficie ganimediana sono relativamente simili a quelle di Encelado, Ariel e Miranda; le regioni più antiche, che coprono circa un terzo della superficie, ricordano la superficie di Callisto.
Il motore degli sconvolgimenti tettonici potrebbe essere connesso con gli episodi di riscaldamento mareale avvenuti nel passato, probabilmente rafforzatisi quando il satellite attraversava fasi di risonanza orbitale instabile. La deformazione mareale del ghiaccio potrebbe aver riscaldato l'interno della luna e teso la litosfera, conducendo alla formazione di fratture e di sistemi di horst e graben, che erosero il terreno più antico e più scuro sul 70% della superficie. La formazione del terreno più chiaro e striato potrebbe essere anche connessa con quella del nucleo, durante la cui evoluzione pennacchi di acqua calda proveniente dalle profondità della luna potrebbero essere risaliti alla superficie, determinando la deformazione tettonica della litosfera.
Il riscaldamento derivante dal decadimento di elementi radioattivi all'interno del satellite è la principale fonte di calore interno attualmente esistente. Dal flusso di calore da esso generato dipende, ad esempio, lo spessore dell'oceano al di sotto della superficie. Modelli recenti sembrerebbero indicare che il flusso di calore prodotto dal riscaldamento mareale potrebbe aver raggiunto un ordine di grandezza maggiore rispetto al flusso attuale se l'eccentricità fosse stata anch'essa di un ordine di grandezza maggiore dell'attuale, come potrebbe essere stato nel passato.

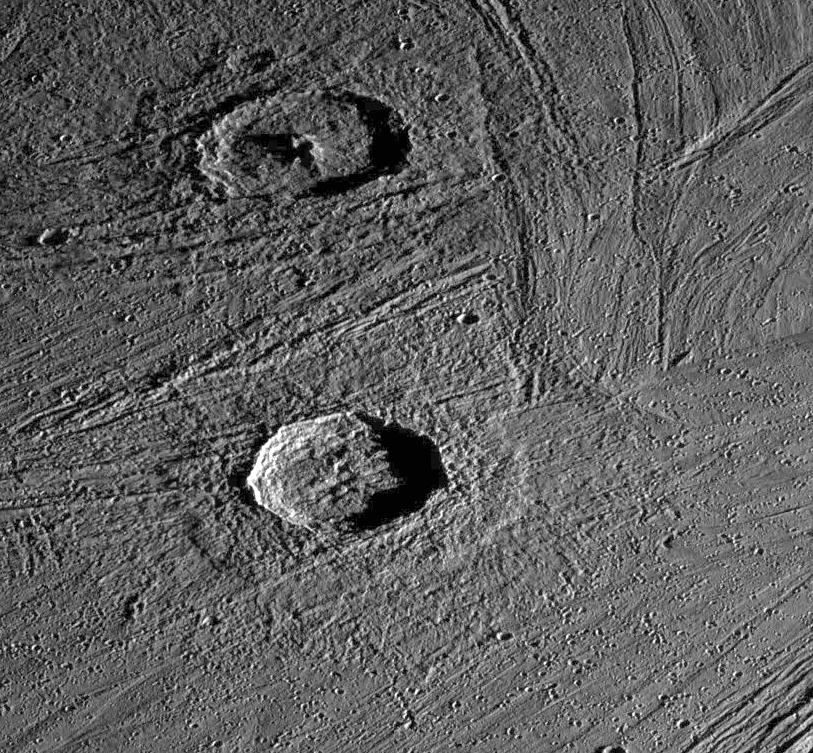
Crateri da impatto recenti sul suolo striato di Ganimede

Entrambi i tipi di terreno sono fortemente craterizzati, con il terreno più scuro che sembra essere saturato da crateri e la cui evoluzione è avvenuta grandemente per mezzo di eventi di impatto. Il terreno più chiaro e striato presenta un numero nettamente inferiore di caratteristiche da impatto, che hanno avuto un ruolo di minore importanza nell'evoluzione tettonica del terreno. La densità dei crateri suggerisce che il terreno scuro risalga a 3,5-4 miliardi di anni fa, un'età simile a quella degli altopiani lunari, mentre il terreno chiaro sarebbe più recente, ma non è chiaro di quanto. Ganimede potrebbe aver sperimentato un periodo di intenso bombardamento meteorico da 3,5 a 4 miliardi di anni fa, simile a quello sperimentato dalla Luna. Se fosse vero, la grande maggioranza degli impatti sarebbe avvenuta in quell'epoca e il tasso di craterizzazione da allora si sarebbe fortemente ridotto. Alcuni crateri si sovrappongono alle fenditure nel terreno, mentre altri ne sono divisi; questo indica un'origine simultanea dei diversi tipi di formazione geologica. I crateri più recenti presentano anche le caratteristiche strutture a raggiera; a differenza dei crateri lunari, tuttavia essi sono relativamente più piatti e meno pronunciati e sono privi dei rilievi circostanti e della depressione centrale, probabilmente per via dell'assenza di roccia dalla superficie del satellite. La superficie ganimediana è inoltre ricca di palinsesti, antichi crateri livellati dall'attività geologica successiva, che hanno lasciato traccia dell'antica parete solamente sotto forma di una variazione di albedo.
La formazione principale della superficie di Ganimede è una pianura scura nota come Galileo Regio, in cui sono distinguibili una serie di fenditure concentriche, o solchi, probabilmente originatisi durante un periodo di attività geologica. Un'altra importante caratteristica di Ganimede sono le calotte polari, probabilmente composte di brina di acqua. La brina raggiunge i 40° di latitudine. Le calotte polari furono osservate la prima volta dalle sonde Voyager. Sono state sviluppare due teorie sulla loro formazione: esse potrebbero derivare dalla migrazione di acqua a latitudini maggiori oppure dal bombardamento da plasma del ghiaccio superficiale. I dati raccolti durante la missione Galileo suggeriscono che la seconda ipotesi è quella corretta.

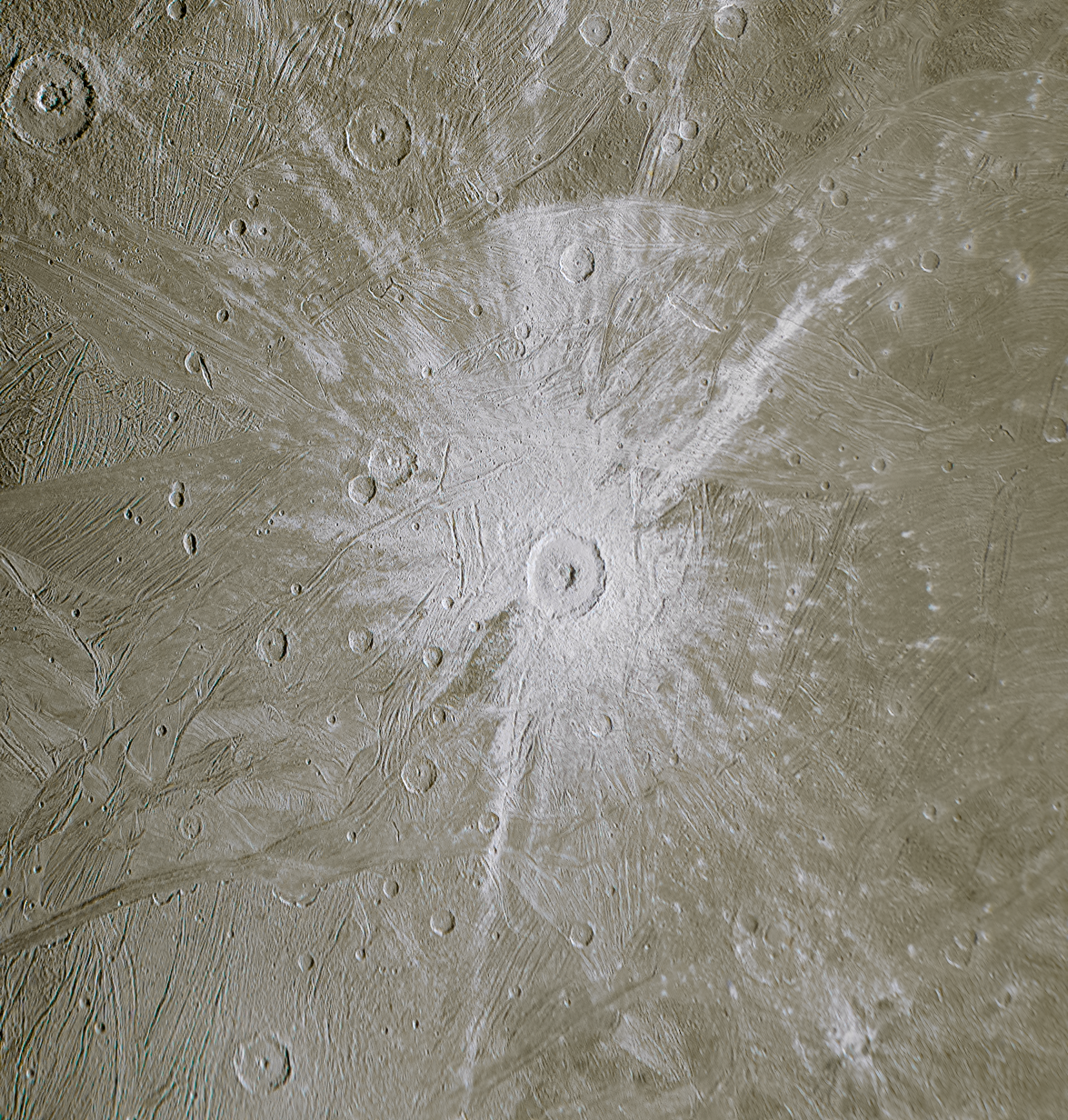
Il cratere Tros ripreso dalla sonda Juno

## Atmosfera
Nel 1972 un gruppo di astronomi indiani, britannici e statunitensi che lavoravano presso l'osservatorio Bosscha in Indonesia annunciarono la scoperta di una sottile atmosfera attorno al satellite durante l'occultazione di una stella da parte di Giove e dello stesso Ganimede. Essi ipotizzarono una pressione superficiale di 1 μbar circa (0,1 Pa).
Tuttavia nel 1979 la sonda Voyager 1 osservò l'occultazione della stella κ Centauri durante il suo sorvolo del pianeta, compiendo analisi che portarono a risultati differenti da quelli trovati nel 1972. Le misurazioni furono condotte nello ultravioletto lontano, a una lunghezza d'onda inferiore ai 200 nm, e, sebbene molto più sensibili alla presenza dei gas rispetto alle osservazioni nel visibile fatte nel 1972, la sonda non rilevò alcuna atmosfera. Il limite superiore della densità numerica fu stimato essere di 1,5×109 cm−3, corrispondente a una pressione superficiale di circa 2,5×10-5 μbar, cioè un valore di cinque ordini di grandezza inferiore a quanto troppo ottimisticamente era stato indicato nel 1972.
Al contrario dei dati della Voyager, una tenue atmosfera di ossigeno, similmente a quanto trovato anche per Europa, venne rilevata su Ganimede dal telescopio spaziale Hubble nel 1995. Il telescopio spaziale rilevò la presenza di ossigeno atomico da osservazioni nel lontano ultravioletto, alle lunghezze d'onda di 130,4 nm e 135,6 nm, che individuarono il manifestarsi di luminescenze notturne. Questo tipo di emissioni si verificano quando l'ossigeno molecolare viene dissociato in atomi dall'impatto con elettroni, rivelando così la presenza di un'atmosfera sostanzialmente neutra composta principalmente di molecole di O2. Il valore della densità numerica alla superficie è probabilmente compreso tra 1,2-7×108 cm-3, corrispondente alla pressione superficiale di 0,2–1,2×10-5 μbar. Questi valori sono in accordo con il limite superiore ricavato dai dati raccolti dalla Voyager e calcolato nel 1981.

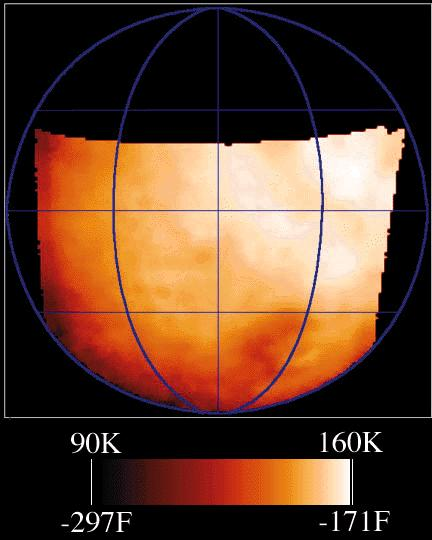
Mappa in falsi colori di Ganimede che mostra le variazioni termiche della superficie

L'ossigeno non è però una prova dell'esistenza di vita su Ganimede; infatti si pensa che esso sia prodotto per effetto delle radiazioni incidenti sulla superficie che determinano la scissione di molecole di ghiaccio d'acqua in idrogeno e ossigeno. Mentre l'idrogeno viene rapidamente disperso a causa del suo basso peso atomico, l'ossigeno così liberato va a costituire l'atmosfera del satellite. Le emissioni luminose (airglow) osservate su Ganimede non sono spazialmente omogenee come lo sono quelle su Europa. Il telescopio spaziale Hubble ha osservato due chiazze luminose localizzate nell'emisfero sud e nell'emisfero nord, vicino ai ± 50° di latitudine, corrispondenti al confine tra le linee di campo aperte e chiuse del campo magnetico di Ganimede. Le emissioni luminose potrebbero essere aurore polari, causate dalla precipitazione del plasma lungo le linee di campo aperte.
L'esistenza di un'atmosfera neutra implica quella di una ionosfera, poiché le molecole di ossigeno vengono ionizzate dall'impatto con gli elettroni altamente energetici provenienti dalla magnetosfera e dalle radiazioni solari nell'estremo ultravioletto. Tuttavia la natura della ionosfera di Ganimede è ancora controversa, come lo è del resto la natura dell'atmosfera. Alcune misurazioni della sonda Galileo accertarono un valore elevato della densità di elettroni vicino al satellite, suggerendo così la presenza di una ionosfera, mentre altre misurazioni non riuscirono a rilevare niente. La densità di elettroni vicino alla superficie potrebbe essere dell'ordine di circa 400–2 500 cm−3. Al 2008 non sono stati ancora trovati limiti precisi dei parametri che caratterizzano la ionosfera ganimediana.
Ulteriori evidenze di una atmosfera di ossigeno derivano dal rilevamento spettroscopico di gas intrappolato tra i ghiacci d'acqua di Ganimede. La scoperta di ozono (O3) nell'atmosfera venne annunciata nel 1996. Nel 1997 venne rivelata, tramite l'analisi delle righe di assorbimento spettroscopico, la presenza di una fase densa di ossigeno molecolare, compatibile con del gas intrappolato nel ghiaccio d'acqua. L'intensità delle righe di assorbimento rilevate dipende più dalla latitudine e dalla longitudine che dall'albedo della superficie; le righe tendono a diminuire all'aumentare della latitudine, mentre l'ozono mostra un comportamento opposto. Esperimenti di laboratorio hanno trovato che, alla temperatura relativamente calda di 100 K della superficie di Ganimede, l'ossigeno molecolare tende a dissolversi nel ghiaccio invece di raggrupparsi in bolle.
La ricerca del sodio nell'atmosfera, subito dopo il ritrovamento dello stesso su Europa, non portò ad alcun risultato nel 1997; pertanto il sodio è almeno 13 volte meno abbondante su Ganimede che su Europa. La causa è legata o alla relativa scarsezza sulla superficie o al fatto che la magnetosfera scherma le particelle più energetiche. Un altro costituente minore dell'atmosfera di Ganimede è l'idrogeno atomico. Gli atomi di idrogeno vennero scoperti a 3 000 km dalla superficie. La loro densità sulla superficie è di circa 1,5×104 cm−3.

## Campo magnetico
La sonda Galileo ha eseguito sei sorvoli ravvicinati di Ganimede tra il 1995 e il 2000 (indicati come G1, G2, G7, G8, G28 e G29) e ha scoperto che la luna ha un campo magnetico proprio all'interno della ben più vasta magnetosfera di Giove, ma indipendente da questa. Il valore del momento magnetico è di circa 1,3×1013 T·m3, un valore tre volte superiore a quello del pianeta Mercurio. L'asse del dipolo magnetico è inclinato rispetto all'asse di rotazione di Ganimede di 176°, opponendosi quindi al campo magnetico di Giove; quindi è possibile che si verifichino episodi di riconnessione magnetica. Il polo nord magnetico si trova al di sotto del piano orbitale. Il campo magnetico di Ganimede raggiunge un'intensità di 719 ± 2 nT all'equatore della luna, mentre il campo magnetico di Giove ha un'intensità di circa 120 nT in corrispondenza dell'orbita di Ganimede. In corrispondenza dei poli il campo magnetico di Ganimede raggiunge un'intensità doppia di quella misurata all'equatore: 1 440 nT.
Il campo magnetico permanente scava una nicchia attorno a Ganimede, creando una piccola magnetosfera inclusa in quella di Giove. Nel sistema solare questa caratteristica non si ripete per nessun'altra luna. Il diametro della magnetosfera di Ganimede è pari a 4–5 RG (RG = 2 631,2 km). La magnetosfera presenta una regione di linee di campo chiuse compresa entro i 30° di latitudine, dove sono intrappolate particelle cariche (elettroni e ioni), creando una sorta di fasce di van Allen. La specie chimica più presente nella magnetosfera è ossigeno atomico ionizzato (O+) che si adatta bene alla tenue atmosfera di ossigeno della luna. Nelle regioni polari, per latitudini superiori a 30°, le linee del campo magnetico sono aperte e connettono Ganimede con la ionosfera di Giove. In queste regioni, sono state rilevate particelle cariche altamente energetiche (decine e centinaia di keV), che potrebbero essere le responsabili delle aurore osservate attorno ai poli di Ganimede. Inoltre, ioni pesanti precipitano continuamente sulle superfici polari della luna, determinando lo sputtering e lo scurimento del ghiaccio.

Il campo magnetico di Ganimede all'interno della magnetosfera gioviana. Le linee di campo chiuse sono indicate in verde.

L'interazione tra la magnetosfera di Ganimede e il plasma appartenente a quella gioviana è per molti aspetti simile all'interazione tra la magnetosfera terrestre e il vento solare. Il plasma co-rotante con Giove impatta sulla parte della magnetosfera di Ganimede opposta rispetto alla direzione di avanzamento della luna sulla sua orbita, così come il vento solare impatta sulla magnetosfera terrestre. La principale differenza è nella velocità del flusso di plasma - supersonico nel caso della Terra e subsonico nel caso di Ganimede. A causa di ciò, non si forma alcuna onda d'urto davanti all'emisfero "posteriore" di Ganimede.
In aggiunta al campo magnetico proprio, Ganimede presenta un campo magnetico indotto. La sua esistenza è connessa con la variazione del campo magnetico gioviano in prossimità della luna. Il momento indotto è diretto radialmente da o verso Giove e segue la direzione della variazione nel campo magnetico planetario. Il campo magnetico indotto ha un'intensità di un ordine di grandezza inferiore rispetto a quello proprio; all'equatore l'intensità del campo è di circa 60 nT, circa la metà dell'intensità assunta dal campo magnetico di Giove nella stessa zona. Il fatto che il campo magnetico indotto di Ganimede sia confrontabile con quelli di Callisto ed Europa indica che anche questa luna ha un oceano al di sotto della superficie con elevata conduttività elettrica.
Poiché Ganimede è totalmente differenziato e ha un nucleo metallico, alcune teorie prevedono che il campo magnetico intrinseco sia generato in modo simile a quanto accade sulla Terra: dalla rotazione di materiale conduttore presente nel suo interno, nel quale si siano instaurati flussi di corrente elettrica. A dispetto della presenza del nucleo ferroso però, il campo magnetico di Ganimede rimane enigmatico, particolarmente perché altri corpi simili a Ganimede ne sono sprovvisti. Altre ricerche suggeriscono che il nucleo, relativamente piccolo nelle dimensioni, possa ormai essersi raffreddato al punto da non essere più in grado di sostenere il campo magnetico. In alternativa allora questo potrebbe derivare da uno strato di acqua liquida ricca di sale situato a una profondità di circa 150 km. Altri studiosi invece ritengono che il nucleo possa essere ancora caldo, avendo ricevuto energia da episodi di risonanza orbitale e grazie a un mantello composto da materiale particolarmente isolante. Infine, un'ultima alternativa è che il campo sia generato da silicati magnetizzati presenti nel mantello, rimanenze di un passato in cui Ganimede possedeva un campo magnetico molto più potente generato dal nucleo ancora fluido.

## Origine ed evoluzione

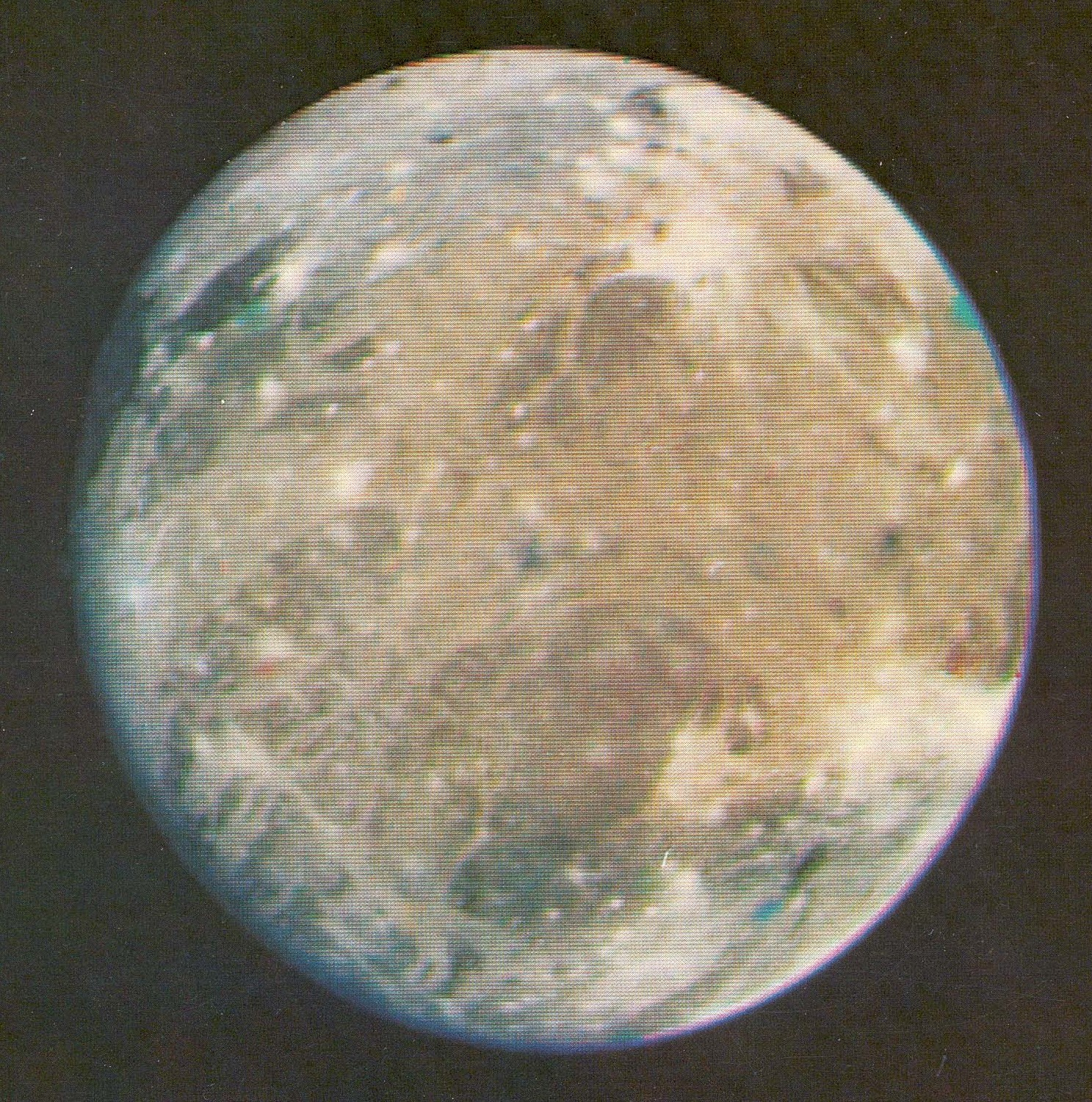
La migliore immagine di Ganimede catturata dalle sonde Voyager

Ganimede si è formato probabilmente per accrezione nella sub-nebulosa di Giove, un disco di gas e polveri che circondava il pianeta dopo la sua formazione. Il processo ha richiesto circa 10 000 anni, un lasso di tempo molto inferiore ai 100 000 anni stimati per l'accrezione di Callisto (causato probabilmente da un relativamente ridotto quantitativo di gas nella sub-nebulosa di Giove al momento della formazione dei satelliti galileiani). Essendo Ganimede più interno di Callisto, la sua formazione ha richiesto comunque tempi inferiori perché avvenuta in una regione della nube più vicina a Giove e quindi più densa. Un processo di formazione relativamente veloce ha impedito che il calore di accrezione fosse disperso nello spazio, favorendo il processo di differenziazione, che ha condotto alla separazione del ghiaccio dalle rocce e a un'organizzazione interna secondo strati sovrapposti di composizione chimica differente. In ciò, Ganimede è molto differente da Callisto, che ha perso molto calore durante la lenta fase di accrezione e oggi appare congelato in una forma precoce di differenziazione, con il processo completato solo parzialmente. Questa ipotesi spiega il perché le due lune appaiano così differenti a dispetto di masse e composizioni assai simili.
Subito dopo la formazione di Ganimede il nucleo roccioso, che durante l'accrezione e la differenziazione aveva accumulato una grande quantità di calore, iniziò lentamente a trasmetterlo al mantello ghiacciato. Quest'ultimo, a sua volta, lo trasferiva alla superficie per convezione. Inoltre il decadimento degli elementi radioattivi nelle rocce riscaldò ulteriormente il nucleo roccioso, determinandone un'ulteriore differenziazione in un nucleo di ferro-solfuro e ferro e un mantello di silicati. A questo punto Ganimede aveva terminato il processo di differenziazione. Per paragone, si ritiene che il calore proveniente dal decadimento radioattivo in Callisto abbia instaurato moti convettivi nell'interno ghiacciato della luna, moti che la raffreddarono e impedirono la fusione su grande scala del ghiaccio e una rapida differenziazione. I moti convettivi su Callisto hanno condotto solo a una parziale separazione delle rocce dal ghiaccio.
Ganimede oggi continua a raffreddarsi lentamente con il calore rilasciato dal nucleo e dal mantello di silicati che permette la sussistenza dell'oceano al di sotto della superficie, mentre il lento raffreddamento del nucleo liquido di Fe - FeS determina i moti convettivi che supportano il campo magnetico. Il flusso di calore attualmente proveniente da Ganimede è probabilmente maggiore rispetto a quello di Callisto.

## Ganimede nella fantascienza
Ganimede è divenuto tema letterario soprattutto nel corso del Novecento e prevalentemente in ambito fantascientifico. Prima che si avessero conoscenze dirette dell'aspetto della luna, Ganimede è stato spesso rappresentato come abitato da razze aliene e stravaganti. In numerosi racconti il satellite è sede di colonie terrestri e oggetto di un processo di terraformazione. Isaac Asimov, nel racconto umoristico Natale su Ganimede del 1940, rivisita in chiave fantascientifica la leggenda di Babbo Natale e immagina la vicenda di una ditta terrestre su Ganimede che fa uso di manodopera locale. Invece James Blish ha preferito adattare gli esseri umani all'ambiente di Ganimede nel suo romanzo Il seme tra le stelle del 1957. Philip K. Dick nel 1954 scrive Un regalo per Pat, un racconto in cui un uomo di ritorno per lavoro da Ganimede porta in dono alla moglie un dio venerato dagli indigeni della luna gioviana, mentre in un altro immagina che da Ganimede vengano esportati dei giocattoli. Tra i romanzi più recenti, ne La divisione Cassini del 1998, Ken MacLeod descrive una possibile civiltà umana sui satelliti di Giove. Piuttosto che avviare una radicale trasformazione dei satelliti galileiani, i personaggi di MacLeod si accontentano di ricavare un ambiente ospitale nel loro sottosuolo. In Cowboy Bebop, un anime fantascientifico prodotto nel 1998, molti eventi della trama ruotano attorno a un Ganimede abitato da popolazioni terrestri.

### Titoli generali
- (EN) George Forbes, History of Astronomy, Londra, Watts & Co., 1909.
- (EN) Albrecht Unsöld, The New Cosmos, New York, Springer-Verlag, 1969.
- H. L. Shipman, L'Universo inquieto. Guida all'osservazione a occhio nudo e con il telescopio. Introduzione all'astronomia, Bologna, Zanichelli, 1984, ISBN 88-08-03170-5.
- H. Reeves, L'evoluzione cosmica, Milano, Rizzoli–BUR, 2000, ISBN 88-17-25907-1.
- AA.VV, L'Universo - Grande enciclopedia dell'astronomia, Novara, De Agostini, 2002.
- J. Gribbin, Enciclopedia di astronomia e cosmologia, Milano, Garzanti, 2005, ISBN 88-11-50517-8.
- W. Owen et al., Atlante illustrato dell'Universo, Milano, Il Viaggiatore, 2006, ISBN 88-365-3679-4.
- M. Rees, Universo. Dal big bang alla nascita dei pianeti. Dal sistema solare alle galassie più remote, Milano, Mondadori Electa, 2006.

### Titoli specifici

#### Sul sistema solare
- M. Hack, Alla scoperta del sistema solare, Milano, Mondadori Electa, 2003.
- (EN) Vari, Encyclopedia of the Solar System, Gruppo B, 2006, ISBN 0-12-088589-1.
- F. Biafore, In viaggio nel sistema solare. Un percorso nello spazio e nel tempo alla luce delle ultime scoperte, Gruppo B, 2008.

#### Su Giove e i satelliti
- (EN) Bertrand M. Peek, The Planet Jupiter: The Observer's Handbook, Londra, Faber and Faber Limited, 1981, ISBN 0-571-18026-4, OCLC 8318939.
- (EN) Eric Burgess, By Jupiter: Odysseys to a Giant, New York, Columbia University Press, 1982, ISBN 0-231-05176-X.
- (EN) John H. Rogers, The galilean satellites, in The Giant Planet Jupiter, Cambridge, Cambridge University Press, 1995, ISBN 0-521-41008-8, OCLC 219591510. URL consultato il 7 maggio 2009.
- (EN) Reta Beebe, Jupiter: The Giant Planet, 2ª ed., Washington, Smithsonian Institute Press, 1996, ISBN 1-56098-685-9.
- (EN) AA.VV., The New Solar System, a cura di Kelly J. Beatty; Carolyn Collins Peterson; Andrew Chaiki, 4ª ed., Massachusetts, Sky Publishing Corporation, 1999, ISBN 0-933346-86-7, OCLC 39464951.
- (EN) D. C. Jewitt; S. Sheppard ; C. Porco, F. Bagenal; T. Dowling; W. McKinnon, Jupiter: The Planet, Satellites and Magnetosphere (PDF), Cambridge, Cambridge University Press, 2004, ISBN 0-521-81808-7. URL consultato il 6 maggio 2009 (archiviato dall'url originale il 14 giugno 2007).
- (EN) Linda T. Elkins-Tanton, Jupiter and Saturn, New York, Chelsea House, 2006, ISBN 0-8160-5196-8.